# Pino Marino
Pino Marino (nome anagrafico Giuseppe Marino) (Roma, 1º ottobre 1967) è un cantautore, compositore autore italiano.

## Biografia
Per molti anni porta la sua musica nei locali capitolini, partendo dallo storico Folkstudio. È proprio lì che nel 1992, grazie ad un incontro con Danila Massimi e Stefano Rossi Crespi, nasce il progetto Pi.Ste.Da.Pi. Il trio inizia a farsi conoscere ed apprezzare grazie ai primi brani che vanno ad ampliare il repertorio live del progetto. Lo stile è quello della canzone d'autore, quindi molto elegante e ricercato, caratterizzato da sonorità scarne ed intimistiche.
I consensi del pubblico e degli addetti ai lavori aumentano sempre di più, come testimonia la vittoria del Premio Recanati nel 1995 con la canzone Non varcare. Da lì a poco il trio si scioglie e così il musicista capitolino inizia a dedicarsi ad altri progetti. Nel 1996 scrive con il compositore Maurizio Fabrizio per alcuni interpreti della canzone italiana (primo brano in ordine cronologico "È la mia vita" per Al Bano Carrisi - Sanremo 1996) sotto la guida dell'editore Giancarlo Lucariello. Nel 1999 ci sono altri due importanti riconoscimenti: Pino Marino si aggiudica infatti sia il Premio Italiano Giovani de La Repubblica e, pochi mesi dopo, il Premio Italiano Musica Emergenti. Avvalendosi della collaborazione di Mauro Pagani e di David Petrosino, nel 2000 pubblica il suo primo album, Dispari, con il quale vince il Premio Ciampi come "miglior opera prima", ottenendo importanti consensi di critica. Il 2001 è un altro anno di riconoscimenti: ecco infatti la vittoria del Premio M.E.I. come "Miglior cantautore dell'anno".
Il secondo lavoro, Non bastano i fiori, è del 2003. Contraddistinto da sonorità acustiche e raffinate, nel disco si nota l'impiego della parola come cardine su cui far ruotare tutte le canzoni che lo compongono. La produzione artistica del progetto passa nelle mani dell'autore stesso, che si avvale di Pino Pecorelli e Fabrizio Fratepietro per definire gli arrangiamenti che poi saranno a lungo restituiti al pubblico in due anni di concerti in Trio. Nell'album è presente anche un duetto con l'attore Fabrizio Bentivoglio nel brano Meglio che niente, brano già presente nel precedente Dispari. Alla pubblicazione del disco la critica si fa unanime. Federico Guglielmi per la rivista musicale Il Mucchio Selvaggio del 3 febbraio 2004 scrive:
"...una voce evocativa che intona testi per i quali si può scomodare il termine poesia, poesia concreta e surreale, profonda e ironica, intrisa di malinconia così come illuminata di speranze, obbliqua ma all'occorrenza diretta, che vive di intrecci verbali assai insoliti e affascinanti. Non è facile spiegare la grandezza - sì, grandezza - di Pino Marino, neanche per uno come il sottoscritto che pure di dischi ne ha spiegati tanti".
Nel 2004 vince la prima edizione de L'Artista che non c'era, premio nazionale riservato alla musica d'autore italiana presieduto nella stessa edizione da Fernanda Pivano. Nel febbraio del 2005 scrive il brano Che mistero è l'amore per Niki Nicolai e Stefano Di Battista Jazz Quartet vincendo il Premio Autori Sanremo 2005. Durante la lavorazione del nuovo album di inediti è impegnato nella realizzazione di un'importante rassegna per ricordare Pier Paolo Pasolini a trent'anni dalla sua scomparsa (l'evento prenderà il nome di "Canzoni in forma di rosa").
Dopo la chiusura della casa discografica Nun Entertainment di Stefano Senardi, passa con la Fandango di Domenico Procacci, con la quale il 28 ottobre del 2005 pubblica il suo terzo disco in studio, Acqua luce e gas. L'album, lanciato dai singoli Non ho lavoro e Lo strozzino, nel settembre 2006 entra nella cinquina finalista del Premio Tenco per la categoria "Miglior disco dell'anno", assieme ad artisti come Francesco De Gregori, Samuele Bersani, Vinicio Capossela e la band toscana dei Baustelle.
Sempre nel 2006 arrivano altri due riconoscimenti importanti: Pino Marino è infatti vincitore del Premio Lunezia Elite riservato alle opere nazionali di valore musical-letterario, e del Premio Giorgio Lo Cascio.
Nel 2008 condivide il palco con l'amico e collega Niccolò Fabi per un tour che prende il nome di "Una sola moltitudine". Inoltre firma i testi di due canzoni incluse nel disco d'esordio di Massimo Giangrande intitolato Apnea: La teoria del volo e Come il cuore leggero.
Nel 2009 è anche autore del testo del brano Aliante, canzone presente nell'album Solo un uomo dello stesso Niccolò Fabi. Aliante viene scelto come terzo singolo radiofonico nell'autunno dello stesso anno. Sempre nel 2009 (nelle vesti di autore), collabora con Roberto Angelini scrivendo il testo del brano La vista concessa, contenuto nell'omonimo album pubblicato il 30 gennaio e distribuito dalla Carosello. Nel dicembre del 2010 esce l'album d'esordo della rock band romana dei Madreperla, intitolato La noia è una vostra invenzione, in cui il cantautore cura la produzione artistica.
Dal gennaio del 2011 inizia a proporre dal vivo un nuovo show a metà tra concerto e spettacolo. "Solo non Solo" è l'occasione per proporre in anteprima alcune delle canzoni che andranno a far parte del disco Capolavoro. Durante l'esibizione c'è spazio anche per le letture di alcuni racconti tratti da una prima raccolta intitolata Io lo so chi sei, tu ancora no, di prossima pubblicazione.
Nella primavera del 2011 partecipa alla lavorazione dell'album di Daniele Silvestri S.C.O.T.C.H. C'è anche lui nelle due canzoni racchiuse nell'album: Cos'è sta storia qua e L'appello. La collaborazione con Daniele Silvestri prosegue ancora con l'annuncio di un tour teatrale scritto a quattro mani con l'amico e collega romano e nato da un'idea teatrale di Pino Marino già portata in scena con il nome "Concertacolo". Lo spettacolo, intitolato E L'Inizio Arrivò In Coda, parte il 13 febbraio del 2012 dall'Auditorium Santa Chiara di Trento per concludersi il 14 aprile al Teatro Metropolitan di Catania. Lo show riscuote molto successo e conferma ancora una volta l'estro e la versatilità dell'artista capitolino tanto nella scrittura quanto nell'interpretazione dello spettacolo.
Dopo aver fondato nel 2005 Il Collettivo Angelo Mai, nella primavera del 2013 fonda insieme ad altri artisti italiani il Collettivo Dal Pane, una compagnia di musicisti, autori, compositori e cantanti formatasi spontaneamente per la realizzazione del progetto musicale, discografico e artistico ispirato e dedicato a Valter Dal Pane. Ad inizio maggio, e in soli due giorni, il Collettivo Dal Pane registra in presa diretta l'album La Repubblica di Valter, pubblicato il 7 giugno per conto dell'etichetta indipendente di Roy Paci Etnagigante. Nel disco viene inserito Pare, inedito che il cantautore è già solito proporre nei suoi concerti e che diviene il singolo promozionale audio e video del lavoro. Oltre a Marino, alle incisioni del disco avvenute presso i Posada Negro Studios di Lecce, prendono parte i seguenti musicisti: Grazia Negro, Roy Paci, Ilaria Graziano, Fabio Rondanini, Roberto Angelini, Zibba, John Lui, Pier Cortese, Andrea Pesce, Leo Pari, Gabriele Lazzarotti e Daniele "il Mafio" Tortora.
Nel 2014 arriva il secondo Premio Lunezia, questa volta per il valore letterario attribuito alla canzone "L'acqua e la pazienza" (da -Non bastano i fiori- del 2003), per aver tracciato e indicato in questi anni una via nuova e a lui sicuramente riconosciuta, sulla scrittura nella forma canzone.
Ad aprile 2015 viene annunciata la pubblicazione dell'album Capolavoro, atteso nei negozi per il 4 maggio. Le registrazioni finali del disco si sono tenute ad inizio anno di fronte ad un pubblico prenotato all'interno della struttura teatrale dell'Angelo Mai di Roma, spazio per la produzione libera delle arti indipendenti che l'artista stesso ha scelto come sede per questa particolare esperienza. Il pubblico ha potuto così assistere alla fase di arrangiamento e a quella di registrazione di quattro dei 12 brani presenti nel nuovo lavoro.
L'album Capolavoro, rilasciato per conto della Altipiani Records, giunge a dieci anni di distanza dal precedente Acqua luce e gas. In tutto questo arco di tempo Pino Marino ha lavorato nelle altre direzioni possibili della scrittura, inoltrandosi in un lavoro di narrativa e di sviluppo del racconto. Anche senza rilasciare produzioni discografiche, dal 2005 in poi l'artista si è dedicato soprattutto alla forma spettacolo, facendo diventare il prototipo battezzato da lui stesso come "Concertacolo" un vero e proprio contenitore in cui sperimentare i contenuti portati in scena in molte date e nei contesti più imprevedibili.
Compositore, autore, pianista e chitarrista, Pino Marino possiede un timbro vocale limpido, a suo agio nei toni alti come in quelli più corposi e bassi. Molto originale è la sua scrittura (tanto musicale, quanto testuale) fortemente legata alla miglior tradizione del cantautorato italiano (in primis Ivano Fossati, Fabrizio De André, Francesco De Gregori, Angelo Branduardi), nella quale inserisce un gusto particolare fatto di osservazioni ai limiti del surreale, alternate e talora mescolate a istantanee lucidissime sul presente reale delle cose umane.
Dal 2017 collabora con l'attore e regista Vinicio Marchioni. Ha scritto e orchestrato le musiche originali de Uno Zio Vanja, adattamento di Letizia Russo dell'opera di Cechov con la regia di Vinicio Marchioni, rappresentato in due tournée 2017/2018. Uscito a loro nome e negli stessi ruoli il Docufilm Il terremoto di Vanja e nel 2019, con gli stessi ruoli hanno realizzato la prima versione teatrale de I soliti ignoti (Monicelli'58) in tournée 2019/2020/2021.
Scrive e realizza a quattro mani con e per Agnese Valle il singolo "Come la punta del mio dito", che vince il Premio Panseri 2018. Canzone poi inserita nell'Album "Ristrutturazioni" della Cantautrice e Clarinettista romana.
Nell'autunno 2020 (a venti anni dal primo album pubblicato "Dispari), viene distribuito da IRD, prodotto da O'Disc Label e prodotto in studio da e con Fabrizio Fratepietro, il suo quinto album di inediti: "TILT". Primo singolo estratto: "Calcutta" con un importante videoclip prodotto e realizzato da Marco Arturo Messina. Album e Singolo entrambi nelle due cinquine del Premio Tengo per Miglior Disco e Miglior Canzone dell'anno. 
Pino Marino, tra le altre cose, è anche uno dei fondatori storici dell'Associazione Culturale Apollo 11 (nata nel 2000) da cui nasce l'Orchestra di Piazza Vittorio. È stato il responsabile del settore musica fino al 2008.
Dal 2006 è parte integrante e fra i fondatori del Collettivo Angelo Mai "Orchestra Mobile di Canzoni e Musicisti". Nello stesso anno è uscito anche il disco d'esordio intitolato Vol. 1.
Nel 2013 ha fondato "Brigata Preneste" un gruppo ciclistico e letterario che unisce la bicicletta, il racconto, la salvaguardia del bene comune popolare e la scrittura in viaggio.

## Discografia

### Album
- 2000 - Dispari (Nun Entertainment)
- 2003 - Non bastano i fiori (Nun Entertainment)
- 2005 - Acqua luce e gas (RadioFandango)
- 2015 - Capolavoro (Altipiani Records)
- 2020 - Tilt (O’Disc/Pineta Produzioni)

### Con il Collettivo Angelo Mai
- 2006 - Vol. 1 (OTR)

### Con il Collettivo Dal Pane
- 2013 - La Repubblica di Valter (Etnagigante)